# Rainn Wilson
Pour les articles homonymes, voir Wilson.
Rainn Wilson, né le 20 janvier 1966 à Seattle, dans l'État de Washington, est un acteur américain.

## Biographie
Rainn Dietrich Wilson est né le 20 janvier 1966 à Seattle, dans l'État de Washington, aux États-Unis.
Fils d'une actrice, Shay Cooper et d'un professeur de yoga, Robert G. Wilson, écrivain et consultant en affaires, il a été élevé dans la foi Baha'i.

### Carrière

#### Débuts et révélation télévisuelle (1999-2005)
Au cours de ses études, il apprend le métier d'acteur et rencontre celle qui deviendra plus tard sa femme, Holiday Reinhorn. Entre 1999 et 2002, il enchaîne les apparitions dans des séries télévisées et des films. 
En 2003, il décroche un rôle récurrent dans la série dramatique Six Feet Under. Il y prête ses traits à Arthur Martin, l'assistant à la morgue de Fisher & Sons. Il quitte la série au bout de douze épisodes, en 2004. Il vient en effet de décrocher un rôle principal dans une nouvelle série, The Office. 
Il postule initialement pour le rôle principal de Michael Scott mais c'est finalement Steve Carell qui est choisi. Il est tout de même remarqué et finit avec le rôle de Dwight Schrute, commercial de la société dirigée par Michael Scott et adjoint de ce dernier. La série dure neuf saisons, diffusées de 2005 à 2013.
Parallèlement à son engagement pour la série, il revient pour un épisode de la dernière saison de Six Feet Under et apparait dans un épisode de la comédie Entourage ainsi que dans l'épisode 3 de la saison 2 de Monk où il incarne un tueur fan de baseball.

#### Confirmation (2006-2013)

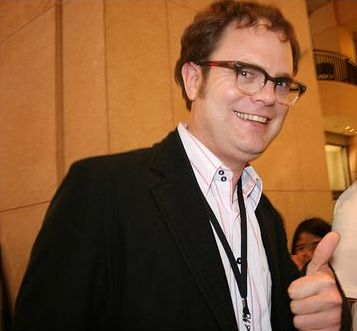
L'acteur en octobre 2007.

À partir de 2006, il continue à faire des apparitions dans des séries, mais il se concentre surtout sur le cinéma. Il joue dans plusieurs films : la comédie d'action Ma super ex, le film fantastique pour enfants Mimzy, le messager du futur, et enfin l'acclamée comédie dramatique Juno. Et en 2008, il est la star de la comédie décalée centrée sur un musicien loser, The Rocker.
En 2009, il participe à deux grosses productions : il double une créature du film d'animation Monstres contre aliens et incarne un professeur dans le blockbuster Transformers 2 : la Revanche, sous la direction de Michael Bay.

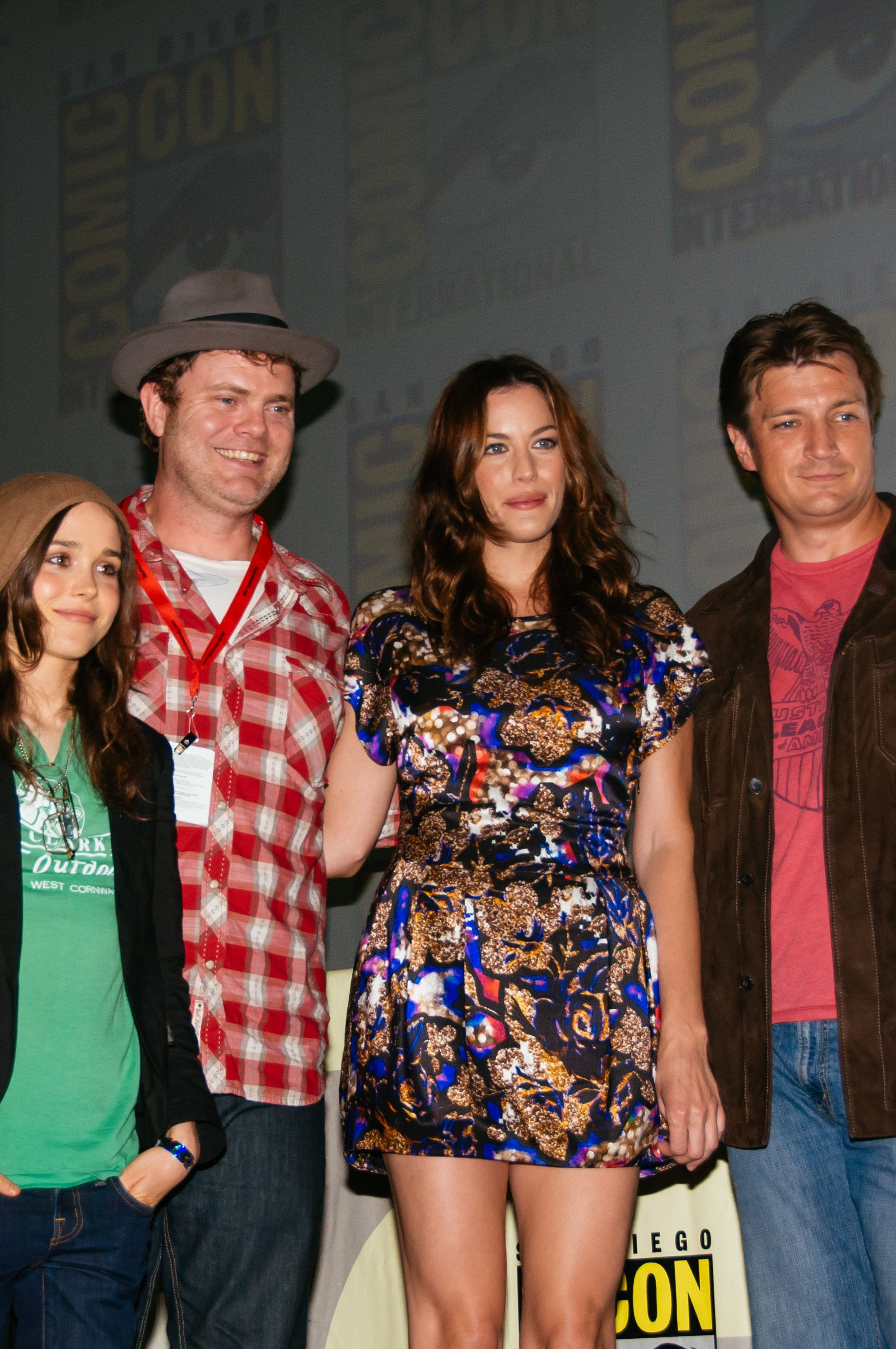
L'acteur à la première de Super, avec ses partenaires du film.

En 2010, il est de nouveau la vedette d'un film indépendant, la satire Super, écrite et réalisée par James Gunn. En 2011, il côtoie plusieurs acteurs de séries pour les besoins de la comédie dramatique Peep World.
En 2013, alors que The Office se conclut, une série dérivée centrée sur Dwight est envisagée, appelée The Farm. Mais le projet est annulé. L'acteur enchaîne alors plusieurs films : les comédies The Stream et Cooties qui sortent en 2014, puis les drames horrifiques Uncanny et The Boy, tous deux dévoilés en 2015.

#### Retour télévisuel (depuis 2015)
L'année 2015 est surtout marquée par son retour télévisuel : il est la vedette de la série policière Backstrom. Mais le programme est un échec et s'arrête au bout de 13 épisodes.
Il tourne donc plusieurs films : le film pour enfants Les Schtroumpfs et le Village perdu, pour lequel il double Gargamel ; le drame Netflix Shimmer Lake, écrit et réalisé par Oren Uziel ; et enfin la comédie indépendante, Permanent, écrite et réalisée par Colette Burson.
À la télévision, il se fait remarquer dans deux épisodes de la très populaire série de science-fiction Star Trek : Discovery, diffusée en 2017. L'année suivante, il est au casting du film d'action En eaux troubles, de Jon Turteltaub.

### Vie privée
Il est marié à Holiday Reinhorn depuis 1995. Ils ont un fils, Walter McKenzie Wilson, né en 2004.

## Militantisme écologiste
Depuis 2019, Rainn Wilson est membre d'Arctic Basecamp, un groupe d'experts spécialistes de l'Arctique.
En novembre 2022, pendant le déroulement de la COP27, le comédien se renomme de manière non-officielle "Rainnfall Heat Wave Extreme Winter" Wilson. Son objectif est de sensibiliser la population au réchauffement climatique. Sur Twitter, il déclare être « aussi sérieux que la fonte de l'Arctique, qui amplifie les risques mondiaux ».

## Filmographie

### Cinéma

#### Longs-métrages
- 1999 : Galaxy Quest de Dean Parisot : Lahnk
- 2000 : Presque célèbre (Almost Famous) de Cameron Crowe : David Felton
- 2001 : Couple de stars (America's Sweethearts) de Joe Roth : Dave O'Hanlon
- 2002 : Full Frontal de Steven Soderbergh : Brian, le premier employé viré
- 2002 : Wheelmen de Dirk Hagen : Barney
- 2003 : La Maison des mille morts (House of 1000 Corpses) de Rob Zombie : Bill Hudley
- 2003 : Baadasssss! de Mario Van Peebles : Bill Harris
- 2005 : Sahara de Breck Eisner : Rudi Gunn
- 2005 : Blue in Green de M. David Melvin : Doug
- 2005 : The Life Coach de Josh Stolberg : Dr Watson Newmark
- 2006 : Ma super ex (My Super Ex-Girlfriend) d'Ivan Reitman : Vaughn Haige
- 2006 : Dominion de Larry Anderson, Greg Myers, David Neilsen et Lia Scott Price : L'ange Gabriel
- 2007 : Mimzy, le messager du futur (The Last Mimzy) de Robert Shaye : Larry White
- 2007 : Juno de Jason Reitman : Rollo
- 2008 : The Rocker de Peter Cattaneo : Robert 'Fish' Fishman
- 2009 : Monstres contre Aliens (Monsters vs. Aliens) de Conrad Vernon : Gallaxhar (voix)
- 2009 : Transformers 2 : La Revanche (Transformers : Revenge of the Fallen) de Michael Bay : Professeur Colan
- 2010 : Super de James Gunn : Frank D'Arbo
- 2010 : Peep World de Barry W. Blaustein : Joel Meyerwitz
- 2011 : Hesher de Spencer Susser : Paul Forney
- 2011 : Few Options de George A. Pappy Jr. : Cousin Don
- 2013 : The Stream d'Estlin Feigley : Ernest adulte
- 2013 : Uncanny de Matthew Leutwyler : Castle
- 2014 : Cooties de Jonathan Milott et Cary Murnion : Wade
- 2015 : The Boy de Craig William Macneill : William Colby
- 2016 : Army of One de Larry Charles : Agent Simons
- 2017 : Les Schtroumpfs et le Village perdu (Smurfs : The Lost Village) de Kelly Asbury : Gargamel (voix)
- 2017 : Shimmer Lake d'Oren Uziel : Andy Sikes
- 2017 : Bigoudis et Permanente (Permanent) de Colette Burson : Jim Dickson
- 2017 : Thom Pain d'Oliver Butler et Will Eno : Thom Pain
- 2018 : En eaux troubles (The Meg) de Jon Turteltaub : Jack Morris
- 2019 : Le Règne des Supermen (Reign of the Supermen) de Sam Liu : Lex Luthor (voix)
- 2020 : Blackbird de Roger Michell : Michael
- 2020 : Frères Toxiques (Don't Tell a Soul) d'Alex McAulay : Dave Hamby / Randy
- 2022 : Weird : The Al Yankovic Story d'Eric Appel : Dr Demento
- 2022 : Jerry and Marge Go Large de David Frankel : Bill
- 2023 : Ezra de Tony Goldwyn : Nick

#### Courts-métrages
- 2002 : Self Storage de Peter Brown : Lee
- 2008 : Missing Pieces de Samah Tokmachi : Brandon York
- 2011 : Fight for your Right Revisited d'Adam Yauch : Un membre de l'église
- 2014 : Good Samaritan de Jeffrey Reddick : George Reed

### Télévision
- 1997 : On ne vit qu'une fois (One Life to Live) : Casey Keegan
- 2001 : Charmed saison 3 - épisode 9 : Kierkan
- 2001 : Dark Angel : Phil
- 2001 : Les Experts (CSI: Crime Scene Investigation) : Un homme dans un supermarché
- 2002 : New York, unité spéciale (saison 4, épisode 8) : Mr. Baltzer
- 2002 : MDs : John Doe
- 2003 : Monk  : Walker Browning
- 2003 - 2005 : Six Feet Under : Arthur Martin
- 2005 : Numb3rs : Martin Grolsch
- 2005 - 2013 : The Office : Dwight Schrute
- 2005 : Entourage : R.J. Spencer
- 2008 : Tim and Eric Awesome Show, Great Job! : Bobby Sloan
- 2008 / 2010 : Les Griffin (Family Guy) : Dwight Schrute (voix)
- 2009 : Reno 911, n'appelez pas ! (Reno 911 !) : Calvin Robin Tomlinson
- 2014 - 2018 : Adventure Time : Rattleballs / Peacemaster (voix)
- 2015 : Backstrom : Everett Backstrom
- 2016 : Roadies : Bryce Newman
- 2017 : Star Trek : Discovery : Harcourt Fenton "Harry" Mudd
- 2018 : Room 104 : Jim Herbers
- 2019 : Transparent : Arthur
- 2019 - 2021 : Mom : Trevor
- 2020 : Utopia : Michael Stearns
- 2020 : The Minister (Ráðherrann) : Theo
- 2020 / 2022 : Solar Opposites : Steven (voix)
- 2021 : The Rookie : Le Flic de Los Angeles (The Rookie) : lui-même
- 2022 : Dark Winds : Dan
- 2023 : Lessons in Chemistry : Phil Lebensmal

#### Téléfilms
- 1999 : The Expendables de Jefery Levy : Newman
- 2001 : When Billie Beat Bobby (en) de Jane Anderson : Dennis Van De Meer
- 2008 : VH1 Rock Honors : Pinball Wizard

## Littérature
Rainn Wilson a publié en 2015 chez Dutton Penguin son premier ouvrage, The Bassoon King : My Life in Art, Faith, and Idiocy.